# Politique des Trois Tout
L'expression Politique des Trois Tout (en japonais : 三光作戦, Sankō Sakusen, soit Opération des Trois Tout ; en chinois : 三光政策 ; pinyin : Sānguāng Zhèngcè), dite également « Tue tout, brûle tout, pille tout », désigne une politique de la terre brûlée pratiquée dans le nord de la Chine par l'Armée impériale japonaise, durant la seconde guerre sino-japonaise, à partir de la fin 1941 et, surtout, du début 1942.
Surpris par l'offensive des cent régiments menée par les troupes régulières et la guérilla du Parti communiste chinois, les Japonais intensifièrent dès la fin 1940 leurs opérations de répression. Le 3 décembre 1941, le Quartier-général impérial émit l'ordre numéro 575, donnant latitude au général Yasuji Okamura pour mener une politique répressive de grande ampleur. 
La stratégie appliquée par Okamura visait à réduire la guérilla communiste, dont les troupes étaient souvent camouflées parmi les populations civiles et rurales, en s'attaquant aux zones paysannes qui leur servaient de refuge. Les actions entreprises impliquaient de brûler des villages, de confisquer du grain et, dans des lieux sélectionnés, de tuer tous les hommes âgés de quinze à soixante ans soupçonnés d'être des « ennemis ». Les opérations menées par l'armée japonaise se concentraient sur cinq provinces, le Hebei, le Shandong, le Shaanxi, le Shanxi et le Chahar, divisées en zones « pacifiées » et « non pacifiées ».
L'opération impliquait également de réquisitionner un nombre important de paysans chinois pour construire des tranchées et des fortifications dans le nord de la Chine, et jusqu'au Mandchoukouo. On estime à environ 10 millions le nombre de Chinois ayant été réquisitionnés pour l'opération.
Le terme original employé par l'armée japonaise était « Opération réduction en cendres » (燼滅作戦, Jinmetsu Sakusen). L'expression « Politique des Trois Tout » fut popularisée pour la première fois en 1957 dans le livre Sankō, Nihonjin no Chūgoku ni okeru sensō hanzai no kokuhaku (Les Trois Tout : une confession japonaise des crimes de guerre en Chine), qui causa de vives polémiques au Japon.
Selon l'historien japonais Mitsuyoshi Himeta, la Politique des Trois Tout aurait causé la mort d'environ 2,7 millions de civils chinois,. À la suite des morts et, surtout, des déplacements forcés, on estime que la population des régions concernées est descendue à l'époque de 44 à 25 millions. Les pertes subies par les forces armées communistes sont estimées à 100 000 hommes environ.